# Place de l’Hôtel de Ville – Esplanade de la Libération
Der Place de l’Hôtel de Ville (bis 1803 Place de Grève) liegt im 4. Arrondissement von Paris und ist das alte wirtschaftliche und heutige kommunale Zentrum der Stadt. Er wurde 2013 umbenannt in Place de l’Hôtel de Ville – Esplanade de la Libération.

## Lage und Zugang
Der Platz liegt am Nordufer der Seine im Quartier Saint-Merri des 4. Arrondissements. Er ist 155 Meter lang und 82 Meter breit.
Der Place de l’Hôtel de Ville wird eingerahmt
- von der Rue de Rivoli im Norden,
- dem Hôtel de Ville im Osten und
- dem Quai de l’Hôtel de Ville im Süden.

An der Westseite beginnt die Avenue Victoria; über die Pont d’Arcole ist der Platz mit der Île de la Cité verbunden.
Verkehrsanbindung
- 2 Métrolinien: 1, 11 (beide Haltestelle Hôtel de Ville);
- 8 Buslinien: 38, 47, 67, 69, 70, 72, 96; Open Tour;
- 2 Nachtbuslinien: N11, N16;
- Taxistation.

## Namensursprung
Der Place de l’Hôtel de Ville – Esplanade de la Libération liegt vor dem Pariser Rathaus.
Er wurde am 22. April 2013 in Esplanade de la Libération umbenannt, um all jene zu ehren, die sich in der Nacht vom 24. auf den 25. August 1944 in der Résistance, der Forces françaises de l’intérieur, der 4th Infantry Division für die Befreiung von Paris eingesetzt haben.
Der Place de Grève: Grève bezeichnet einen flachen, kiesbedeckten Ort am Ufer eines Meeres oder Flusses. Bevor der Place de Grève höher gelegt wurde und der Quai de la Grève zum Quai de l’Hôtel de Ville umbenannt und gepflastert wurde, war diese Stelle tatsächlich ein Strand an der Seine.

## Beschreibung des Place de Grève

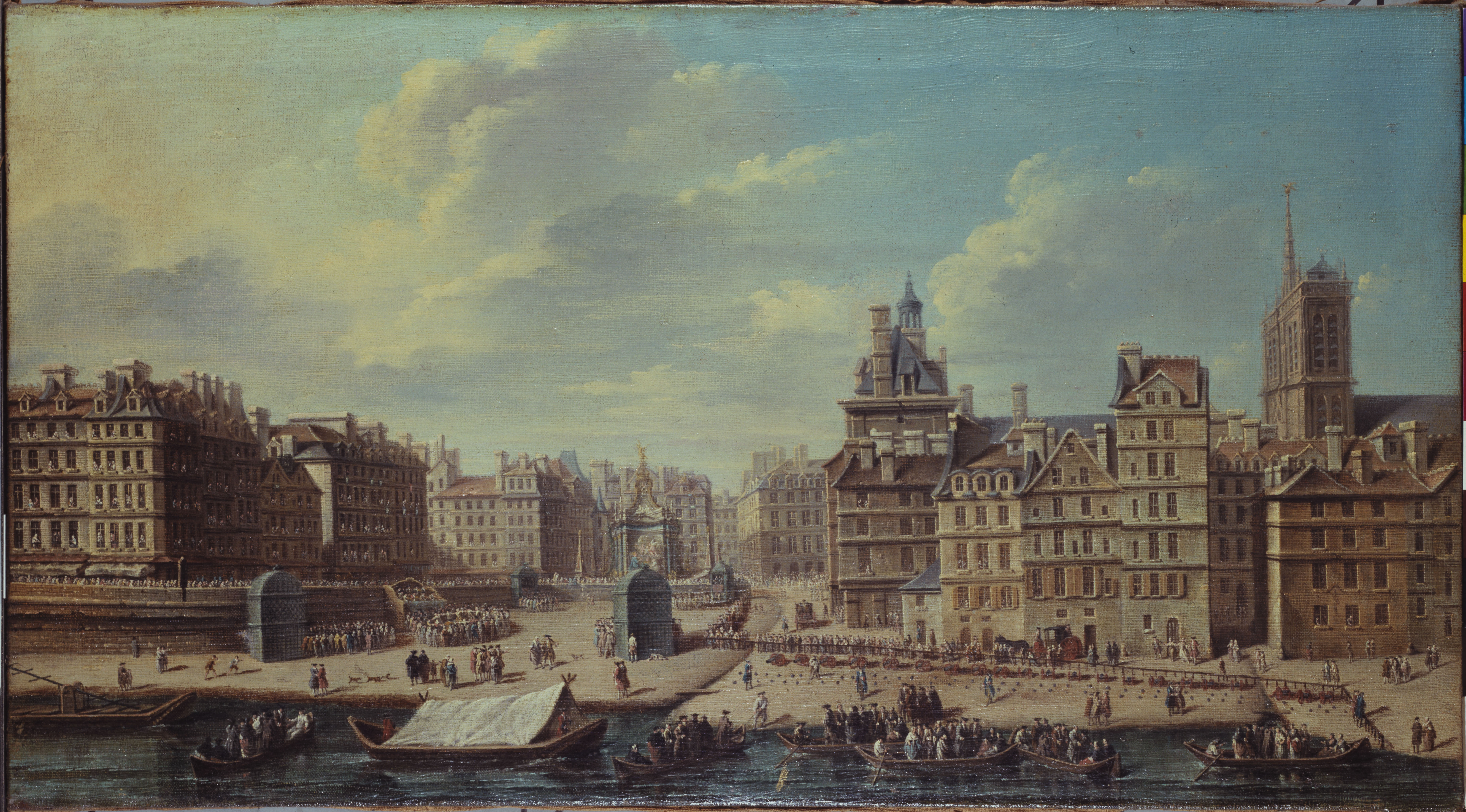
Nicolas Raguenet: „Place de Grève und Ausschmückungen für das Feuerwerk anlässlich der Geburt von Maria Theresia, Tochter des Dauphins“ (1746)

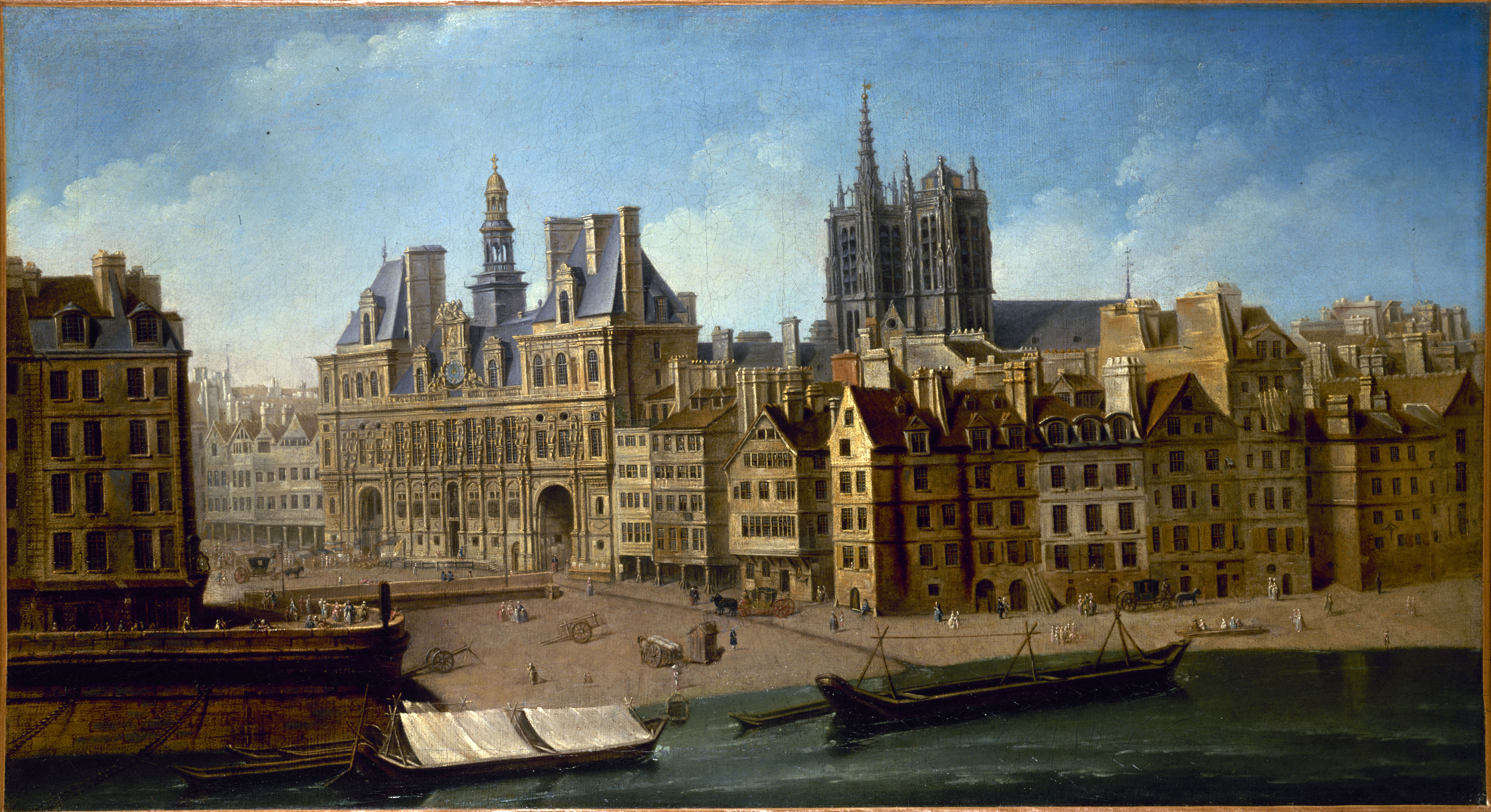
Nicolas Raguenet: „Das Rathaus und der Place de Grève“ um 1753

In der Antike querte der spätere Place de Grève die auf Bohlen durch das Sumpfland (Marais) verlegte Römerstraße nach Melun und in die Champagne, die auch später noch die wichtigste Straßen nach Osten bleiben sollte. Im frühen Mittelalter entwickelte sich hier, an dem ein Viertel kleineren Place de Grève und dem angrenzenden Uferstreifen aufgrund der geografischen Besonderheiten der wichtigste Hafen der Stadt, der Port en Grève, der auch bald über eine Infrastruktur aus Lagern (Chantiers) und zur Wirtschaften (Weinstuben, Gasthäuser) verfügte. An dem flachen Sand- oder Kiesstrand Grève bestand die Möglichkeit, die Schiffe an Land zu ziehen. Diese Stelle wurde genutzt, solange es noch keine Pontons gab. Der Ort ist darüber hinaus die etymologische Wurzel für das französische Wort für Streik, da hier im Hafen erstmals in Frankreich in größerem Umfang Tagelöhner, die Schauerleute, und organisierte Unternehmer, die Nautae, aufeinander trafen, um Lohnforderungen zu diskutieren; nötigenfalls streikten die Schauerleute.
Am Place de Grève stand auch das Maison aux piliers, das Haus der Kaufmannsgilde, der Prévôté des marchands, aus der sich die kommunalen Strukturen entwickelten, weswegen sich auch heute noch an dieser Stelle das Hôtel de Ville befindet.
Als zentraler Platz der Stadt wurde der Place de Grève auch für Hinrichtungen genutzt. Hier starben:

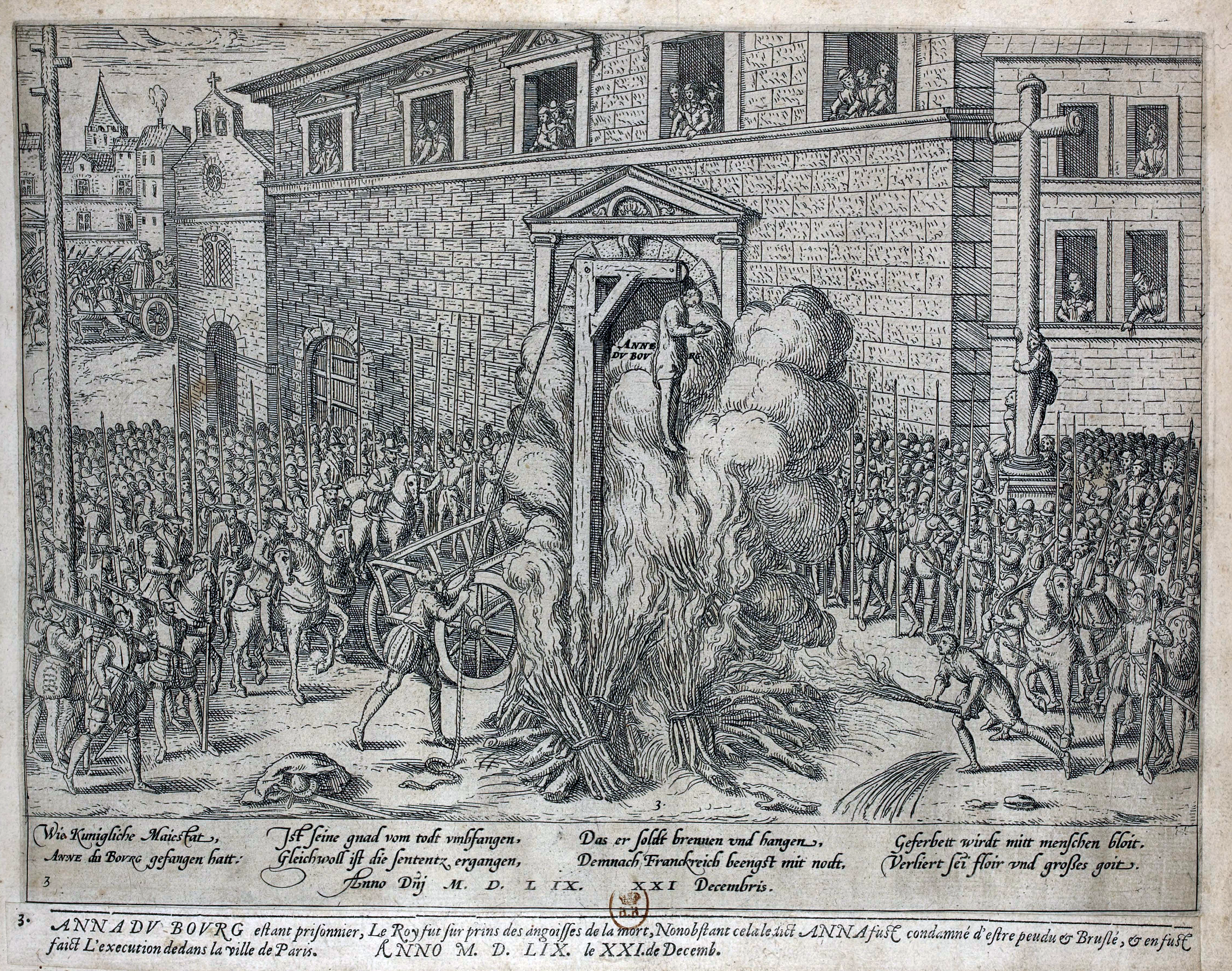
Die Hinrichtung Anne du Bourgs (1559)

- 1310: Marguerite Porete (verbrannt)
- 1475: Ludwig I. von Luxemburg (geköpft)
- 1549: Jacques Ier de Coucy (geköpft)
- 1559: Anne du Bourg (gehängt, dann verbrannt)
- 1574: Gabriel I. de Montgomery (geköpft)
- 1589: Jacques Clément (gevierteilt, postum)
- 1602: Guy Éder de La Fontenelle (gerädert)
- 1610: François Ravaillac (gevierteilt)
- 1617: Leonora Galigaï (geköpft)
- 1627: François de Montmorency-Bouteville (geköpft)
- 1632: Louis de Marillac (geköpft)
- 1680: Catherine Deshayes, genannt la Voisin (verbrannt)
- 1721: Louis Dominique Bourguignon, genannt Cartouche (gerädert)
- 1757: Robert François Damiens (gevierteilt)
- 1766: Thomas Arthur de Lally-Tollendal (geköpft)
- 1789: Joseph Francois Foullon (erhängt und geköpft)
- 1790: Thomas de Mahy de Favras (gehängt)
- 1792: Nicolas Jacques Pelletier (geköpft)

Am 25. April 1792 wurde auf dem Place de Grève an Nicolas Pelletier, einem Raubmörder, die erste Hinrichtung durch die Guillotine vorgenommen. Die Menge war von der Schnelligkeit der Prozedur so enttäuscht, dass schon am nächsten Tag der Gassenhauer Rendez-moi ma potence de bois, rendez-moi ma potence („Gebt mir meinen Galgen zurück“) gesungen wurde.
Von November 1794 bis Mai 1795 stand erneut eine Guillotine auf dem Place de Grève. Unter den letzten hier Hingerichteten waren der Abgeordnete Jean-Baptiste Carrier und der öffentliche Ankläger Antoine Quentin Fouquier-Tinville.

## Zitat
« Il ne reste aujourd’hui qu’un bien imperceptible vestige de la place de Grève telle qu’elle existait alors. C’est la charmante tourelle qui occupe l’angle nord de la place, et qui, déjà ensevelie sous l’ignoble badigeonnage qui empâte les vives arêtes de ses sculptures, aura bientôt disparu peut-être, submergée par cette crue de maisons neuves qui dévore si rapidement toutes les vieilles façades de Paris. […] La Grève avait dès lors cet aspect sinistre que lui conservent encore aujourd’hui l’idée exécrable qu’elle réveille et le sombre Hôtel de Ville de Dominique Boccador, qui a remplacé la Maison-aux-Piliers. Il faut dire qu’un gibet et un pilori permanents, une justice et une échelle, comme on disait alors, dressés côte à côte au milieu du pavé, ne contribuaient pas peu à faire détourner les yeux de cette place fatale, où tant d’êtres pleins de santé et de vie ont agonisé ; où devait naître cinquante ans plus tard cette fièvre de Saint-Vallier, cette maladie de la terreur de l’échafaud, la plus monstrueuse de toutes les maladies, parce qu’elle ne vient pas de Dieu, mais de l’homme. »

„Es verbleibt heute nur noch ein recht unmerkliches Überbleibsel des Place de Grève, wie sie damals existierte. Dies ist ein bezaubernder Turm, welcher die Nordost-Ecke des Platzes einnimmt, und welcher, bereits begraben unter der unwürdigen Malerei, die die scharfen Kanten seiner Skulpturen zukleistert, bald vielleicht verschwunden sein wird, überschwemmt von der Sintflut neuer Häuser, die so schnell all die alten Fassaden von Paris verschlingt. […] Der Grève hatte sich somit ihren finsteren Anblick auch heute noch bewahrt, durch den abscheulichen Gedanken, den er wachruft und das düstere Hôtel de Ville von Dominique Boccador, der die Maison-aux-Piliers ersetzt hat. Es muss gesagt werden, dass die dauerhaften Galgen und Pranger – Gerechtigkeit und Maßstab, wie man so sagte, die nebeneinander mitten auf dem Pflaster errichtet wurden, nicht wenig dazu beitrugen, den Blick von diesem schicksalsträchtigen Ort zu wenden, wo so viele Lebewesen voller Leben und Gesundheit gequält wurden; wo 50 Jahre später das Fieber von Saint-Vallier seinen Ursprung nehmen sollte, die Seuche des Terrors des Schafotts, die ungeheuerlichsten aller Krankheiten, weil sie nicht von Gott kommt, sondern vom Menschen.“

## Geschichte

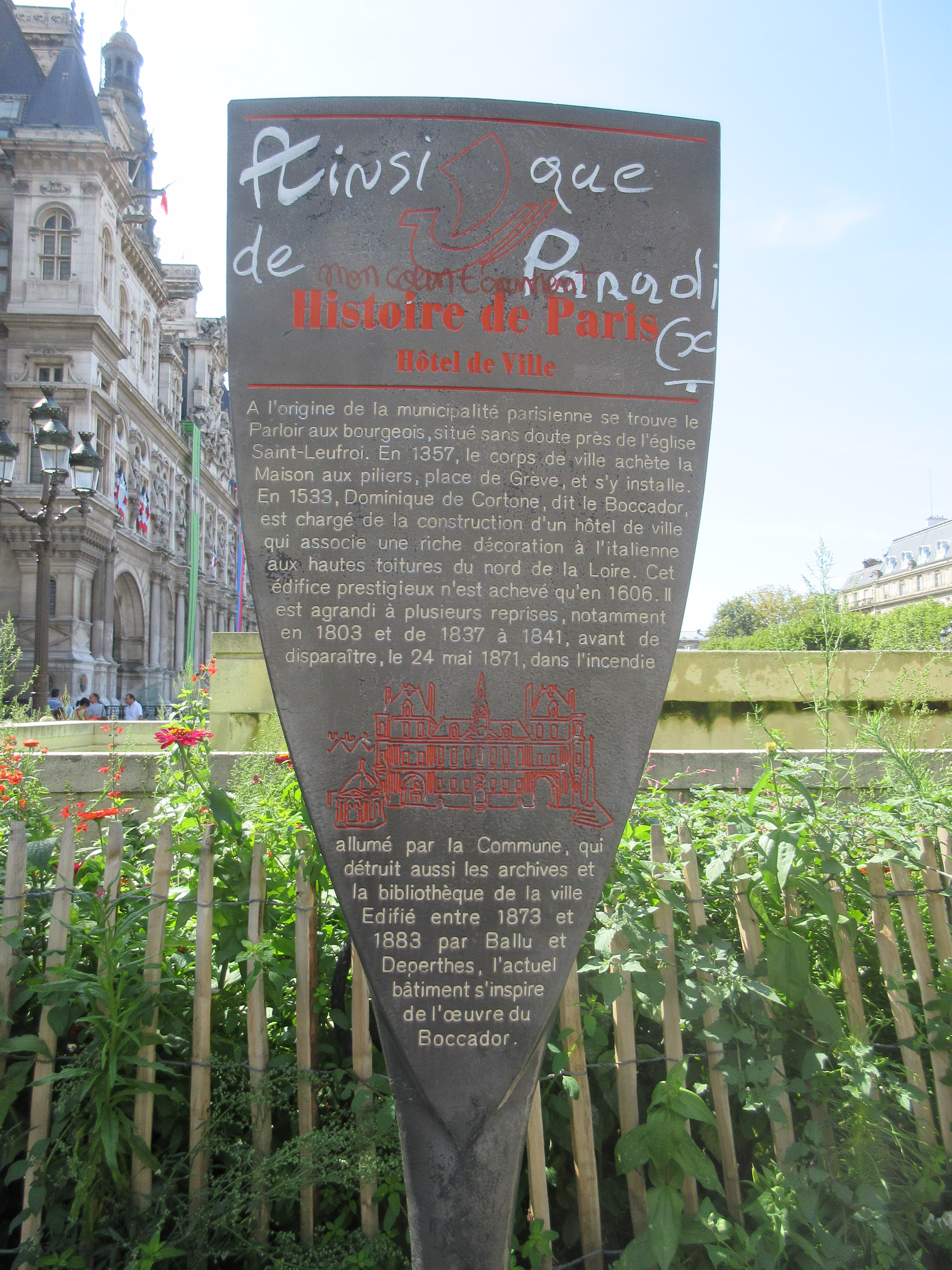
Panneau Histoire de Paris
„Hôtel de ville“

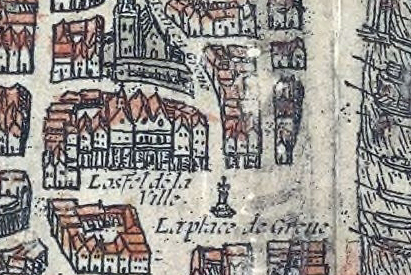
Im Vordergrund der Place de Grève, im Hintergrund das ehemalige Rathaus vor seiner Rekonstruktion (1533) mit der verschwundenen Église Saint-Jean-en-Grève (Plan von Braun und Hogenberg um 1530)

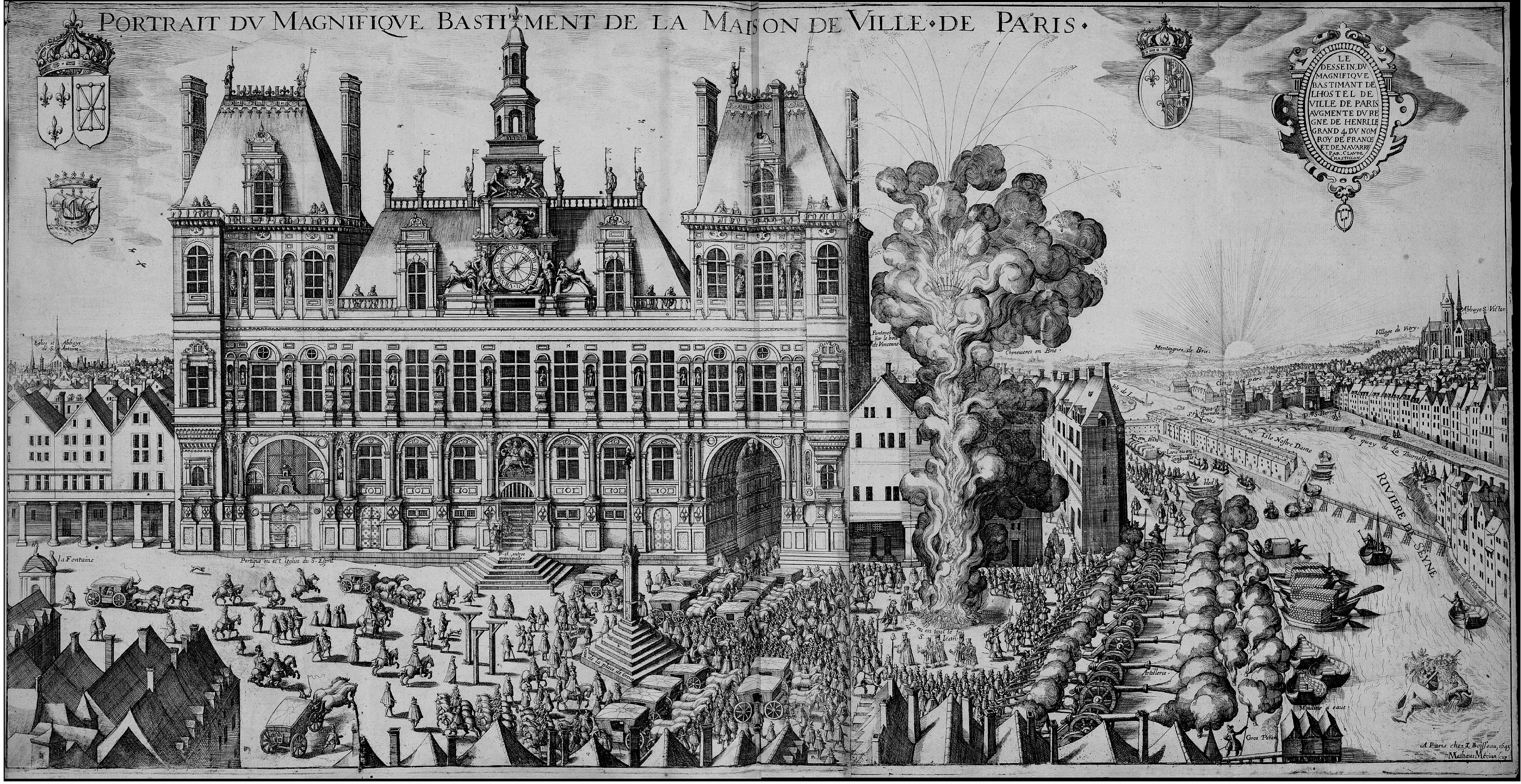
Das ehemalige Rathaus und der Place de Grève um 1610 von Claude Chastillon

Der Ort war früher eine Art Strand, an dem die auf der Seine herbeigeschafften Waren leicht entladen werden konnten.
Deshalb entstand hier sehr schnell ein Hafen, der allmählich den Hafen Saint-Landry auf der Île de la Cité ersetzte. Der Port de Grève wurde zum wichtigsten Pariser Hafen: Holz, Weizen, Wein und Heu wurden hier entladen, was die Einrichtung eines Marktes erleichterte. Rund um den Hafen entwickelte sich so ein gewichtiges Viertel.
Ab dem 12. Jahrhundert entstand hier ein öffentlicher Markt, der wegen seiner Nähe zur Seine den Namen Place de Grève (deutsch „Strandplatz“) erhielt. Beschäftigungslose fanden hier leicht Arbeit. Der Ausdruck faire grève bedeutete also ursprünglich „sich auf dem Place de Grève aufhalten, um hier Arbeit zu finden“, ehe er den heutigen Inhalt bekam: französisch faire la Grève bedeutet seit 1872 „gemeinsam die Arbeit niederlegen, um einen besseren Lohn zu bekommen“. Heute hat das Wort grève auch die Bedeutung von Streik (vgl. auch Streik in Frankreich).
Mit der Charta des Königs Ludwig VII. des Jüngeren von 1141 wurde der Markt auf Antrag der Pariser Bourgeoisie in den Bezirken La Grève und Le Monceau für die Summe von siebzig Pariser Pfund (livres parisis) abgeschafft, die die Bürger an die königliche Staatskasse zahlten. Somit wurde Platz frei und es wurde auch kein Gebäude hier errichtet. Seit dieser Zeit wurden auf dem Platz verschiedene Feierlichkeiten abgehalten. 1242 wurden hier feierlich 24 Talmudladungen in Anwesenheit des Vorstehers der Kaufmannsgilde und der Geistlichkeit verbrannt, wodurch das Verhältnis der Juden und Christen dauerhaft zerbrach. Die Stadt veranstaltete hier auch Feste wie das Johannisfeuer. Dieses wurde traditionell vom König von Frankreich selbst angefacht; es wurde bis ins Jahr 1648, in dem Ludwig XIV. zum letzten Mal die Zeremonie vornahm, hier gefeiert.
Auf dem Platz spielten sich auch normalerweise die Hinrichtungen ab. Das genaue Datum der ersten Hinrichtung ist unbekannt; die erste verbürgte Hinrichtung ist im Jahr 1310 erwähnt, als eine Ketzerin namens Marguerite Porete hier verbrannt wurde.
1357 richtete die Stadtverwaltung von Paris unter der Leitung des Vorstehers der Kaufmannsgilde Étienne Marcel hier ihren Sitz ein. Zu diesem Zweck wurde das „Haus der Säulen“ angekauft. 1362 wurde im Norden des Hôtel de Ville das Hôpital du Saint-Esprit gegründet. Die dazu gehörende Kirche wurde 1406 gebaut. Jedoch wurde der Gebäudekomplex 1798 zerstört.
Als Franz I. vom Italienischen Krieg zurückkehrte, beschloss er, das Haus der Säulen durch ein neues Bauwerk zu ersetzen und beauftragte den Italiener Domenico da Cortona mit der Errichtung. Das neue Gebäude, das 1533 geplant wurde, wurde erst 1628 fertiggestellt.
Am 4. Juli 1653 waren Ludwig XIV. und Jules Mazarin bei einem Feuerwerk, das auf dem Place de Grève abgebrannt wurde, anwesend. Anschließend gab die Stadtverwaltung ein Essen.
Am 17. Juni 1763 wurde vor dem Hôtel de Ville ein weiteres Feuerwerk abgebrannt, dieses Mal aus Anlass der Friedenserklärung von 1763.
Am 25. April 1792 fand die erste Hinrichtung durch die Guillotine auf dem Place de Grève statt. Der Verurteilte, Nicolas Jacques Pelletier, war ein einfacher Dieb. Das Publikum, das seit dem Mittelalter an ausgefallenere Hinrichtungsmethoden gewöhnt war, war wegen der Schnelligkeit der Prozedur enttäuscht. Am nächsten Tag machte ein Lied die Runde: „Rendez-moi ma potence de bois, rendez-moi ma potence“ („Gebt mir meinen Holzgalgen zurück, gebt mir meinen Galgen zurück“).
Die Guillotine stand erneut auf dem Platz zwischen November 1794 und Mai 1795. Die letzten Hinrichtungen, die hier erfolgten, waren die von Jean-Baptiste Carrier, Abgeordneter im Nationalkonvent, und dem Accusateur public, Antoine Quentin Fouquier-Tinville.

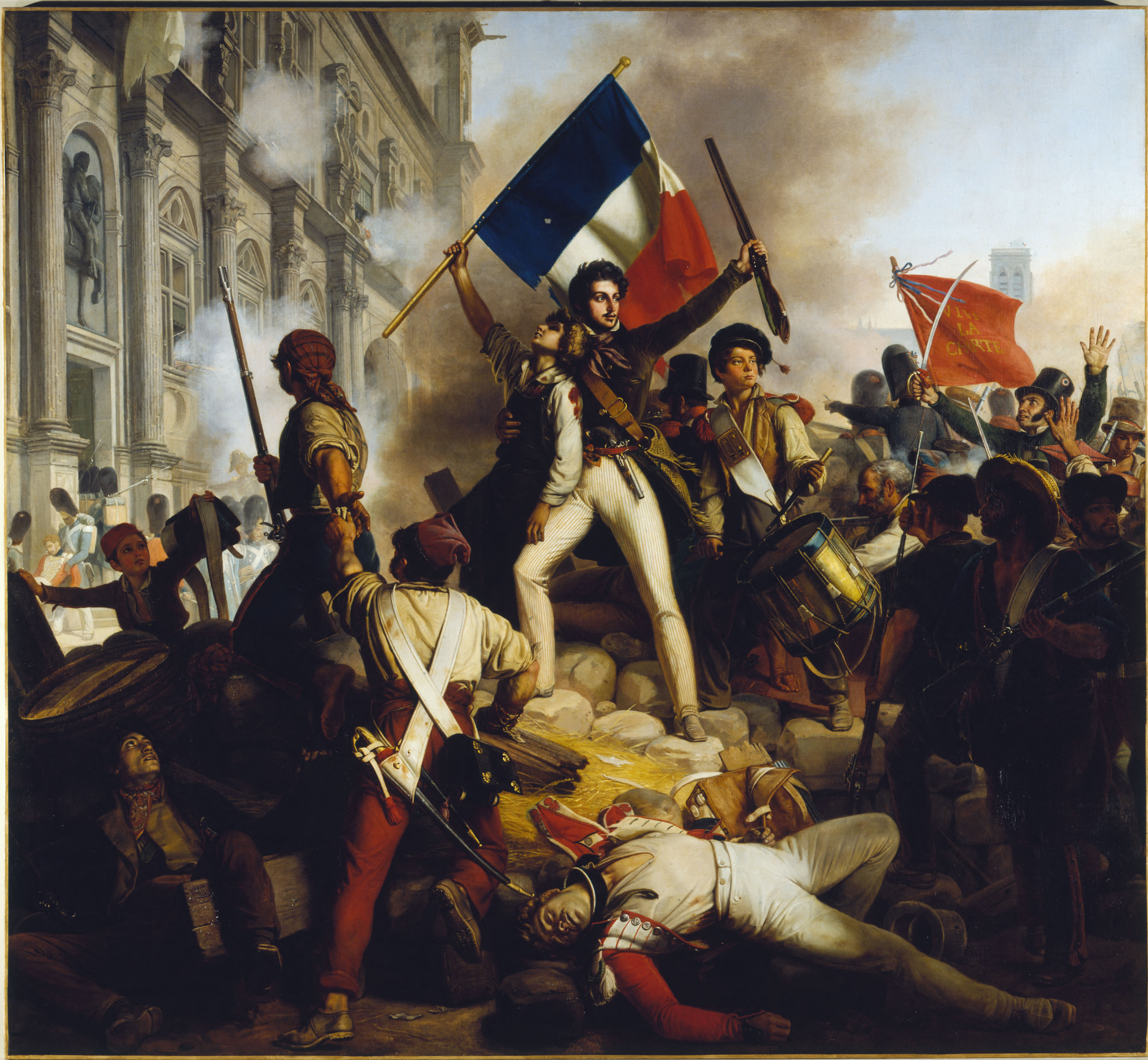
Jean-Victor Schnetz: Le Combat devant l’Hôtel de ville le 28 juillet 1830, Museum Petit Palais, Paris

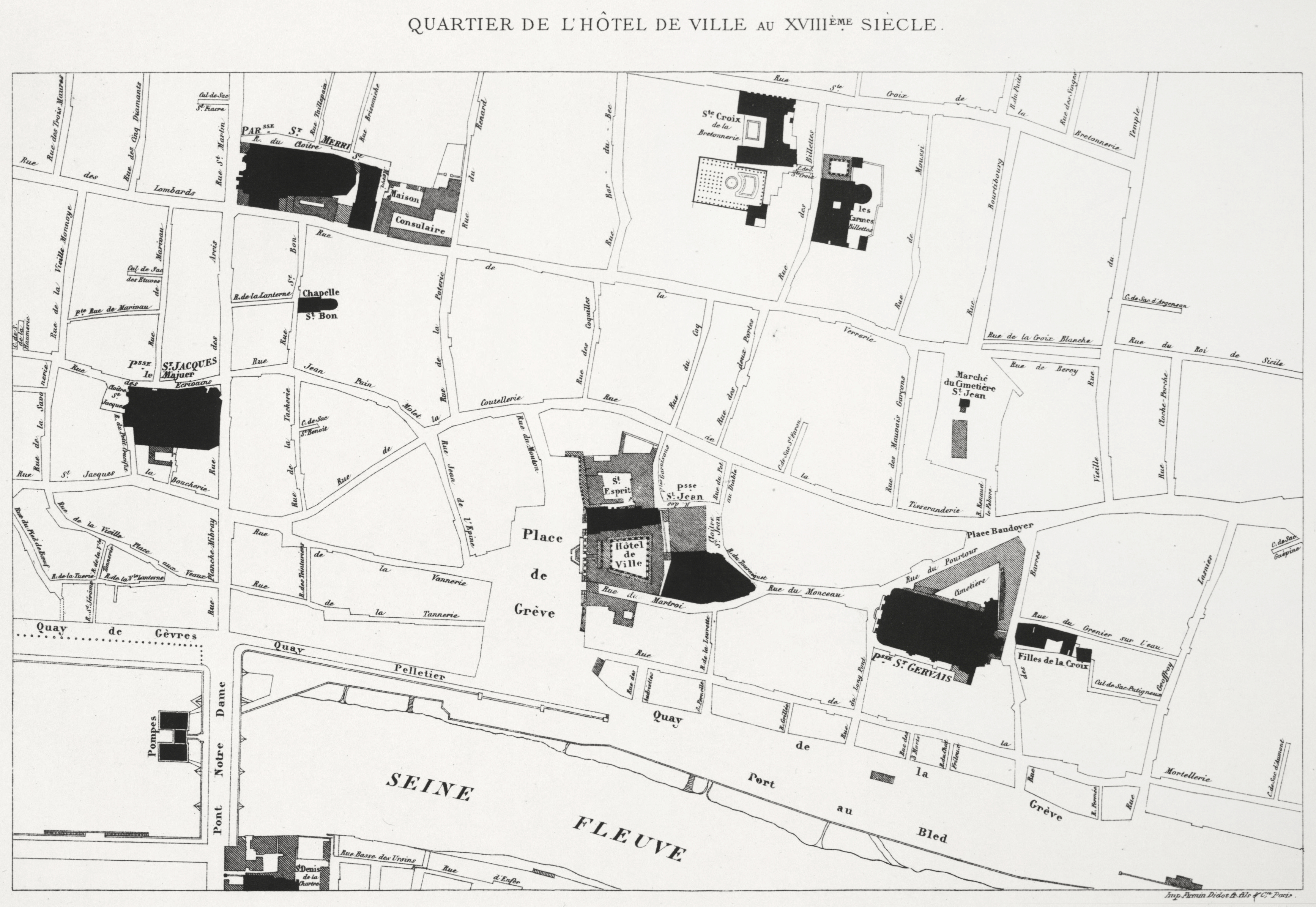
Der Platz auf einem Plan von Edme Verniquet (Ende 18. Jhd.) vor der Vergrößerung 1900 (bis dahin die Hälfte der aktuellen Fläche)

Am 19. März 1803 wurde der Platz in Place de l’Hôtel-de-Ville umbenannt. Ein ministerieller Beschluss legte am 20. September 1817 die Breite auf 67 m fest.
Während der Julirevolution von 1830 (besonders am 28. Juli 1830) waren der Platz und das Hôtel de Ville zwischen den regulären Truppen und den Aufständischen besonders heftig umkämpft. Im Laufe des Tages wurden der Platz und das Gebäude mehrere Male verloren und wieder erobert, bis am Ende des Tages die Aufständischen die Oberhand gewannen.
Am 20. Januar 1832 ordnete ein Erlass des Grafs de Bondy, Präfekt des Département Seine an, den Richtplatz zu verlegen: „Les condamnations emportant la peine capitale seront à l’avenir exécutées sur l’emplacement qui se trouve à l’extrémité de la rue du Faubourg-Saint-Jacques.“ („Todesstrafen werden in Zukunft auf dem Gelände am Ende der Rue du Faubourg-Saint-Jacques vollstreckt.“)
Der Platz erlangte die heutige Gestalt in der zweiten Hälfte des 14. Jahrhunderts im Rahmen der Arbeiten zur Neugestaltung von Paris unter dem zweiten Kaiserreich. Zur gleichen Zeit wurde der Platz bis zur Rue de Rivoli erweitert. Die westliche Seite des Platzes wird entlang der Rue du Renard erweitert. Der Platz vereinnahmt demnach die Rue du Mouton im Norden und die Rue Jean-de-l’Épine im Westen.

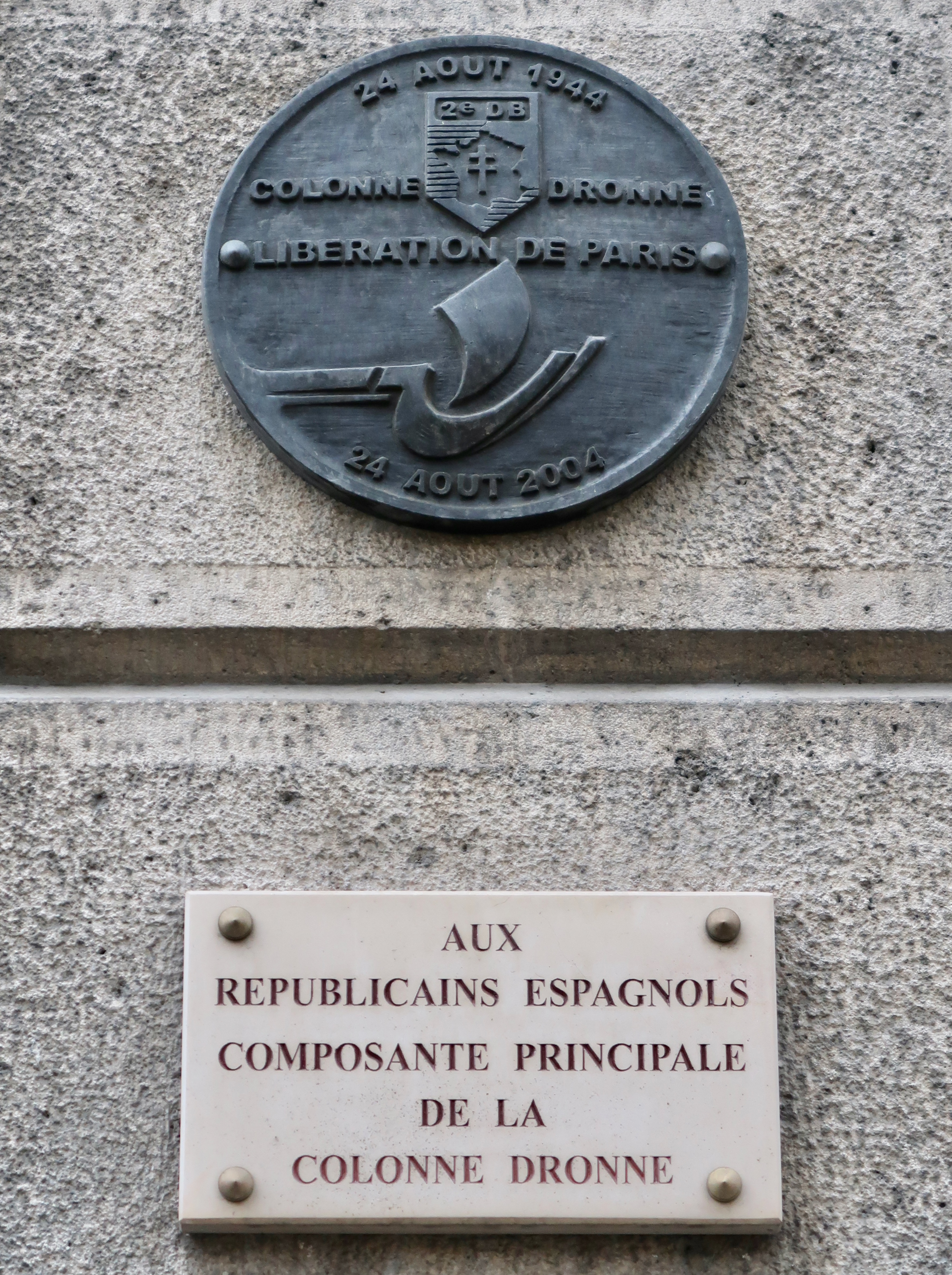
Plakette an Haus Nr. 9 (Anbau am Rathaus), zur Ehre der 9e compagnie du régiment de marche du Tchad

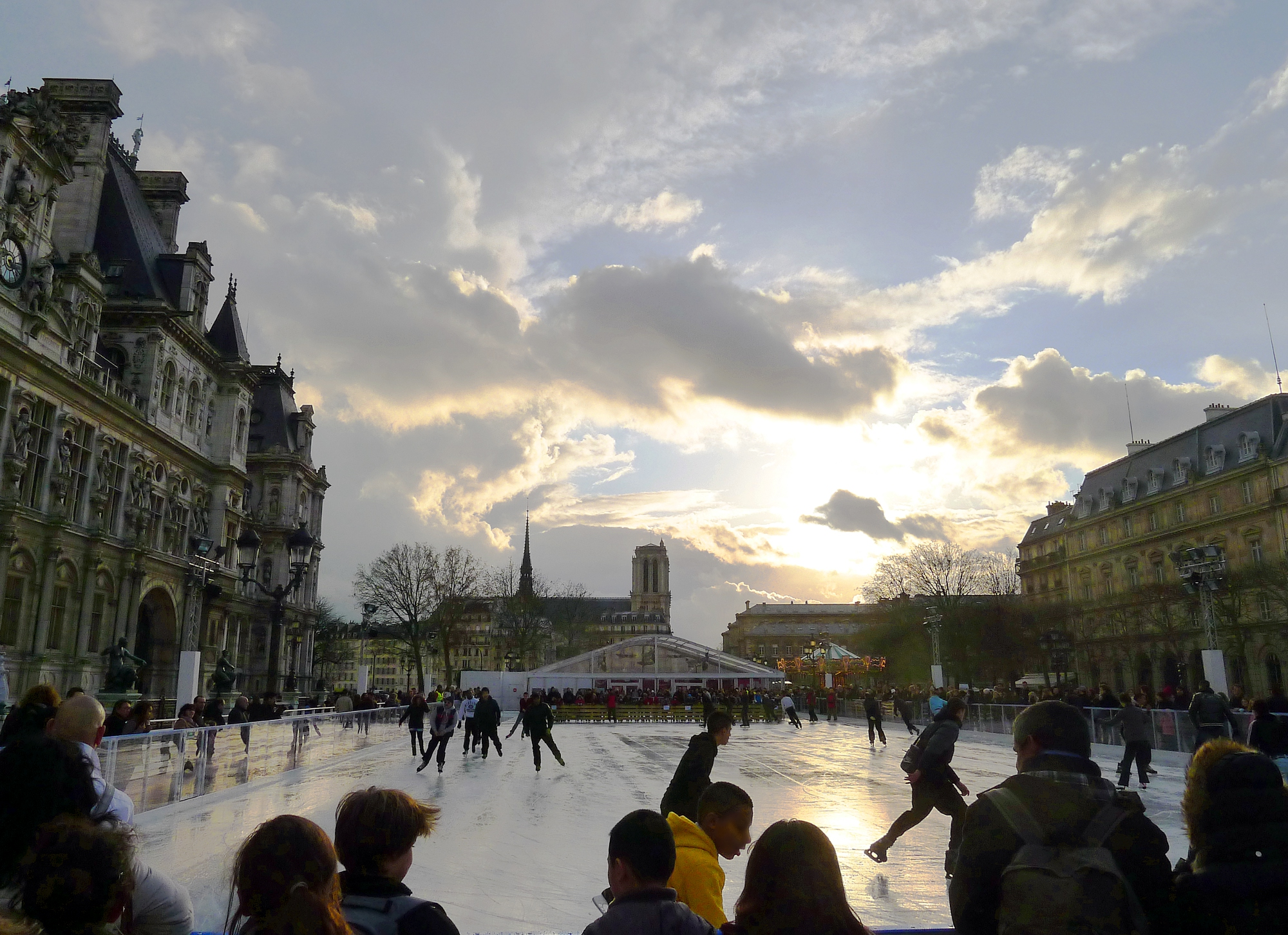
Place de l’Hôtel-de-Ville im Winter 2011

Nach der Zerstörung während der Pariser Kommune wurde das Pariser Rathaus, das zu Beginn des 19. Jahrhunderts stark verändert worden war, in einem abgewandelten, ursprünglichen Stil wieder aufgebaut.
Der Platz wurde 1982 eine Fußgängerzone. Am 22. April 2013 bekam der Platz auf Beschluss des Conseil de Paris den offiziellen Namen Place de l’Hôtel-de-Ville – Esplanade de la Libération zu Ehren der Befreiung von Paris im Jahr 1944.
Heute wird der Platz für vielfältige Veranstaltungen genutzt:
- Paris-Plages 2004 und 2011, ein Großteil des Platzes wurde für Volleyball hergerichtet.
- Im Winter wird oft eine riesige Eisbahn eingerichtet.
- Es werden Versammlungen (französisch salons) veranstaltet.
- Im Frühjahr findet eine Aktion zur Blutspende statt.
- Im Juli 2007 gab es eine Gartenausstellung.
- Bei sportlichen Großereignissen (Fußball-Weltmeisterschaft, Rugby-Union-Weltmeisterschaft) wird eine Leinwand zum Public Viewing aufgebaut.
- Seit 2009 finden hier jeden Sommer die Konzerte der Paris-Plages zum Festival Fnac Indétendances statt (diese Veranstaltung wurde davor am Seineufer abgehalten).
- Bei den Olympischen Sommerspielen 2024 war der Platz Startpunkt der beiden Marathonläufe.

### Fêtes de la Saint-Jean

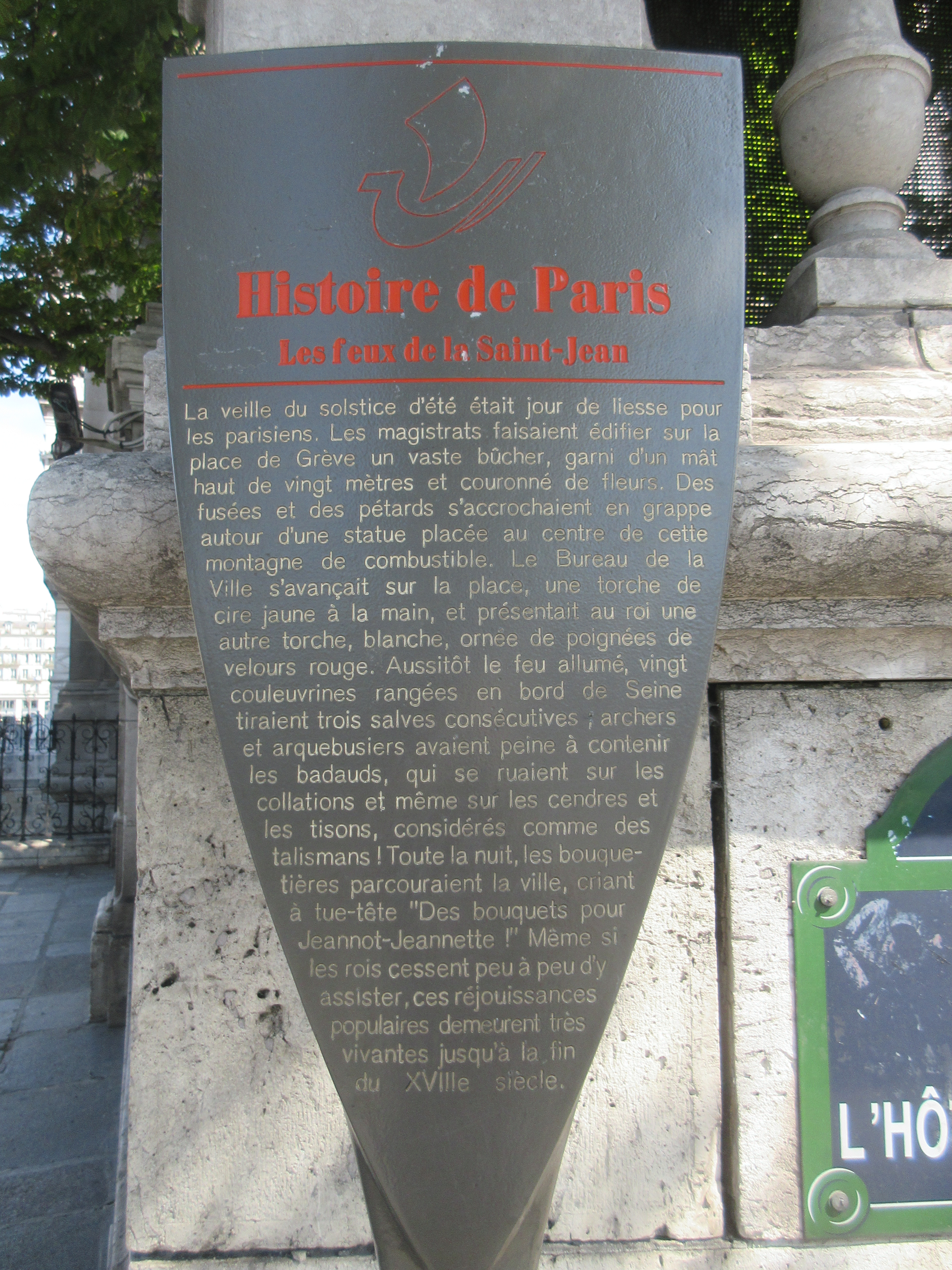
Panneau Histoire de Paris
Johannisfest

Jedes Jahr am Vorabend zum Johannisfest gab es eine seltsame Szene auf dem Platz. Der Magistrat ließ Reisigbündel aufschichten, in deren Mitte ein Baum bis zu 30 m Höhe stand, der mit Blumensträußen, Kronen und Rosengirlanden verziert war. An den Baum wurde ein Korb gehängt, der etwa zwei Dutzend Katzen und einen Fuchs enthielt. Sobald die Posaunen die Ankunft des Königs ankündigten, traten der Vorsteher der Kaufleute und die Échevins, die gelbe Wachsfackeln trugen, auf den Baum zu und überreichten dem Monarchen eine weiße Wachsfackel, die mit zwei Griffen aus rotem Samt ausgekleidet war, woraufhin der Monarch das Feuer anzündete. Die Katzen wurden lebendig verbrannt und das Volk jubelte dazu. Der König ging dann zum Rathaus, wo er einen Imbiss bestehend aus Moschusdragees, Trockenmarmeladen, Marzipan usw. zu sich nahm.
In einer Erzählung über die Stadt aus dem Jahr 1573 kann man über diese Zeremonie lesen:

« À Lucas Pommereux, l’un des commissaires des quais de la ville, 100 sols parisis, pour avoir fourni durant trois années tous les chats qu’il falloit au dit feu, comme de coutume ; même pour avoir fourni il y a un an où le roi assista, un renard pour donner plaisir à sa Majesté, et pour avoir fourni un grand sac de toile où étoient les dits chats. »

„An Lucas Pommereux, einen der Kommissare der Kais der Stadt, 100 sols parisis, für die Bereitstellung während drei Jahre aller für das Feuer benötigten Katzen, wie üblich; auch für die Beschaffung eines Fuchses vor einem Jahr, als der König dabei war, um seiner Majestät zu gefallen, sowie für die Bereitstellung eines großen Stoffbeutels, in dem die Katzen waren.“

Eine Orientierungstafel an der Ecke des Platzes mit dem Quai de l’Hôtel-de-Ville erinnert an diese Geschichte.

### Place de Grève als Richtplatz

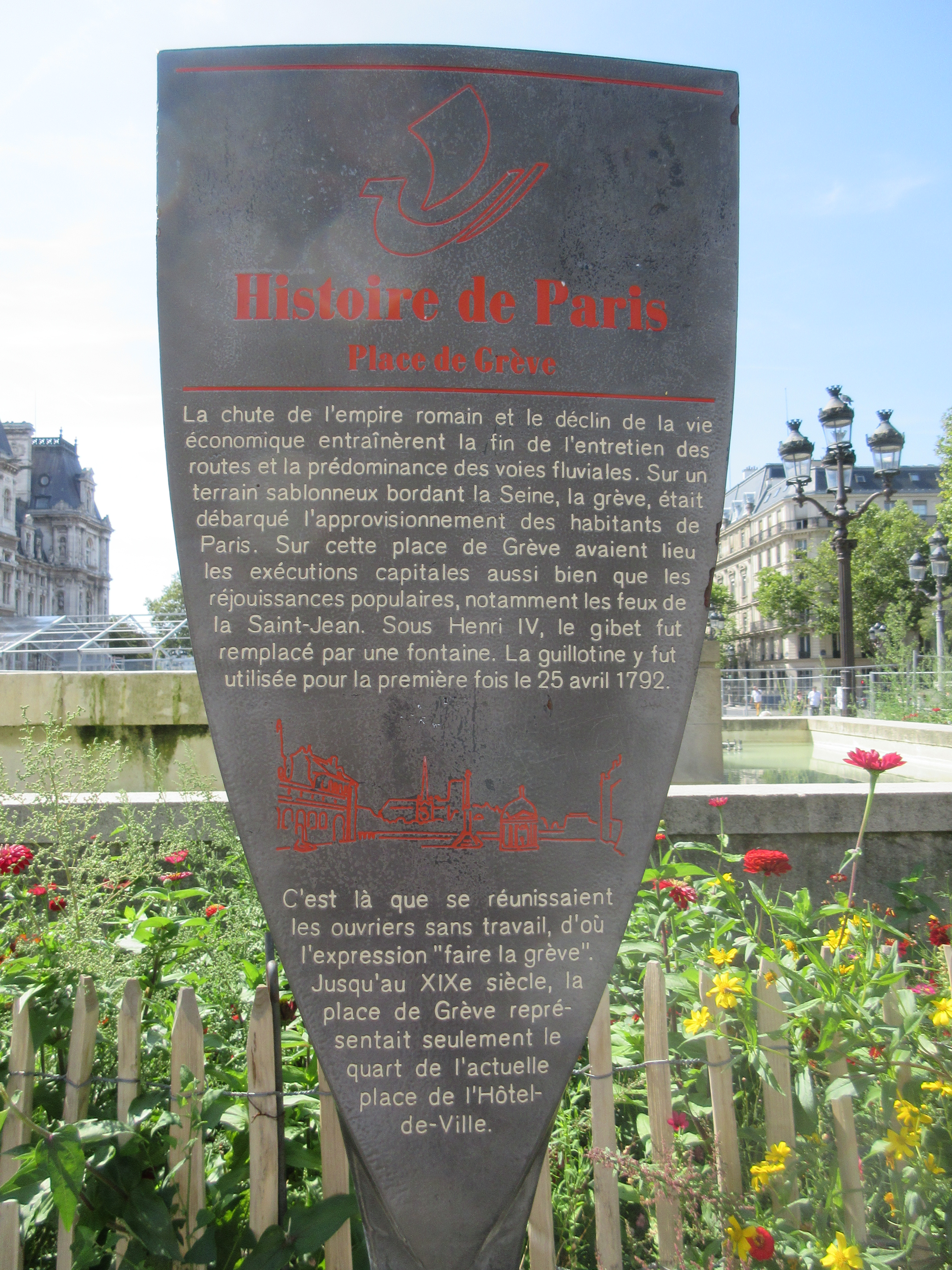
Panneau Histoire de Paris
«Place de Grève»

Das genaue Jahr, ab dem auf dem Platz der Pranger stand, ist nicht bekannt. Die Strafausführung war verschieden:
- für das Volk stand hier der Galgen,
- für die Gentleman fand hier die Enthauptung durch Schwert oder Beil statt,
- für Häresie, Hexerei gab es den Scheiterhaufen,
- für Majestätsbeleidigung war das Rädern und die Vierteilung vorgesehen.

Die erste Urteilsvollstreckung fand an Pfingsten 1310 unter der Regierung von Philipp IV., der Schöne statt. Die Liste der vom Gericht angeordneten Hinrichtungen begann mit einer Ketzerin namens Marguerite Porete, einem Priester aus Beauvais, der ebenfalls der Ketzerei beschuldigt wurde, und einem rückfälligen Juden, der verbrannt wurde.
Unter dem Ancien Régime wurde dieser Ort auch für öffentliche Hinrichtungen und Folterungen genutzt. Der Betrüger François de La Ramée wurde hier gehängt, François Ravaillac, der Henri IV. ermordet hatte, und Robert François Damiens, der versucht hatte, Ludwig XV. zu töten, wurden durch Vierteilung hingerichtet. Am 22. Februar 1680 wurde Catherine Monvoisin wegen Hexerei in der Giftaffäre verbrannt.
Die Revolution setzte diese Tradition fort: Auf dem Platz fand 1792 die erste Hinrichtung durch die Guillotine statt.
Am 22. Juli 1830 war dann die letzte Hinrichtung: Jean-Pierre Martin war wegen Diebstahl und Mord zum Tode verurteilt worden.
Am 21. September 1831 versammelten sich anlässlich des Jahrestags der Hinrichtung der Quatre sergents de La Rochelle 3 000 bis 4 000 Freimaurer auf dem Place de Grève, um die Abschaffung der Todesstrafe zu fordern; sie unterzeichneten eine entsprechende Petition.
Am 20. Oktober 1831 bat Justizminister Félix Barthedarum, den Place de Grève, wo seit mehr als 520 Jahren Vollstreckungen für Kapitalverbrechen stattfanden, durch einen anderen für Hinrichtungen geeigneten Ort zu ersetzen. So verlor der Grève sein mit den Jahren erworbenes Renommee in den Annalen des Verbrechens. Am 22. Dezember 1831 wurde zuerst der Place Vauban, dann am 2. Januar 1832 der Place d’Italie bis schließlich der Präfekt des Départements Seine am 20. Januar 1832 den offiziellen Erlass für einen Ort am äußersten Ende der Rue du Faubourg-Saint-Jacques unterschrieb.

« Nous, Pair de France, Préfet,
Vu la lettre qui nous a été adressé par M. le procureur-général de la Cour royale de la Seine ;
Considérant que la place de Grève ne peut plus servir de lieu d’exécution depuis que de généreux citoyens y ont glorieusement versé leur sang pour la cause nationale22 ; considérant qu’il importe de désigner de préférence des lieux éloignés du centre de Paris et qui aient des abords faciles ; considérant en outre que, par des raisons d’humanité, ces lieux doivent être choisis le plus près de la prison où sont détenus les condamnés ; considérant que sous ces différents rapports la place située à l’extrémité de la rue du Faubourg-Saint-Jacques parait réunir les conditions nécessaires ;
Avons arrêté :
Les condamnations emportant la peine capitale seront à l’avenir exécutées sur l'emplacement qui se trouve à l’extrémité de la rue du Faubourg-Saint-Jacques.
Signé comte de Bondy. »

„Wir, Pair von Frankreich, Präfekt,
in Anbetracht des Briefes den uns Jean-Charles Persil, Procureur-général de la Cour royale de la Seine, geschickt hat;
unter Berücksichtigung, dass der Place de Grève nicht mehr als Hinrichtungsplatz genutzt werden kann, da großartige Bürger dort ihr Blut für die nationale Sache glorreich vergossen haben; unter Berücksichtigung, dass vorzugsweise Orte zu benennen sind, die weit vom Zentrum von Paris entfernt und gut zugänglich sind; unter Berücksichtigung, dass außerdem aus Gründen der Humanität Orte zu wählen sind, die dem Gefängnis der Verurteilten näher sind; unter Berücksichtigung, dass unter Berücksichtigung dieser Argumente der Platz am äußersten Ende der Rue du Faubourg-Saint-Jacques diese Gesichtspunkte in sich vereint;
Haben wir angeordnet:
Dass Todesurteile künftig auf dem Platz am äußersten Ende der Rue du Faubourg-Saint-Jacques zu vollstrecken sind.
Gezeichnet Pierre-Marie Taillepied de Bondy“

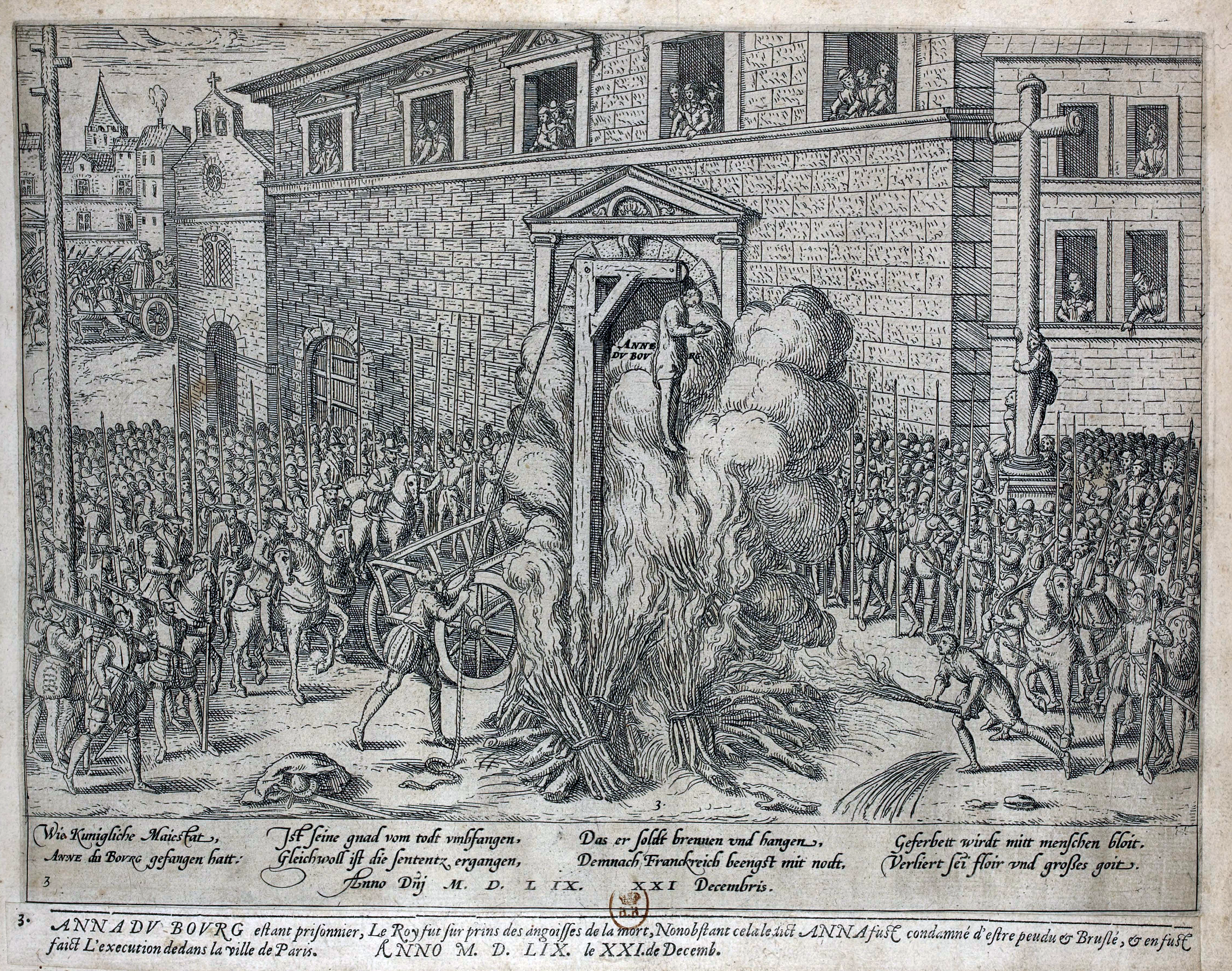
Anne du Bourg, 1559 gehängrt und verbrannt auf dem Place de Grève
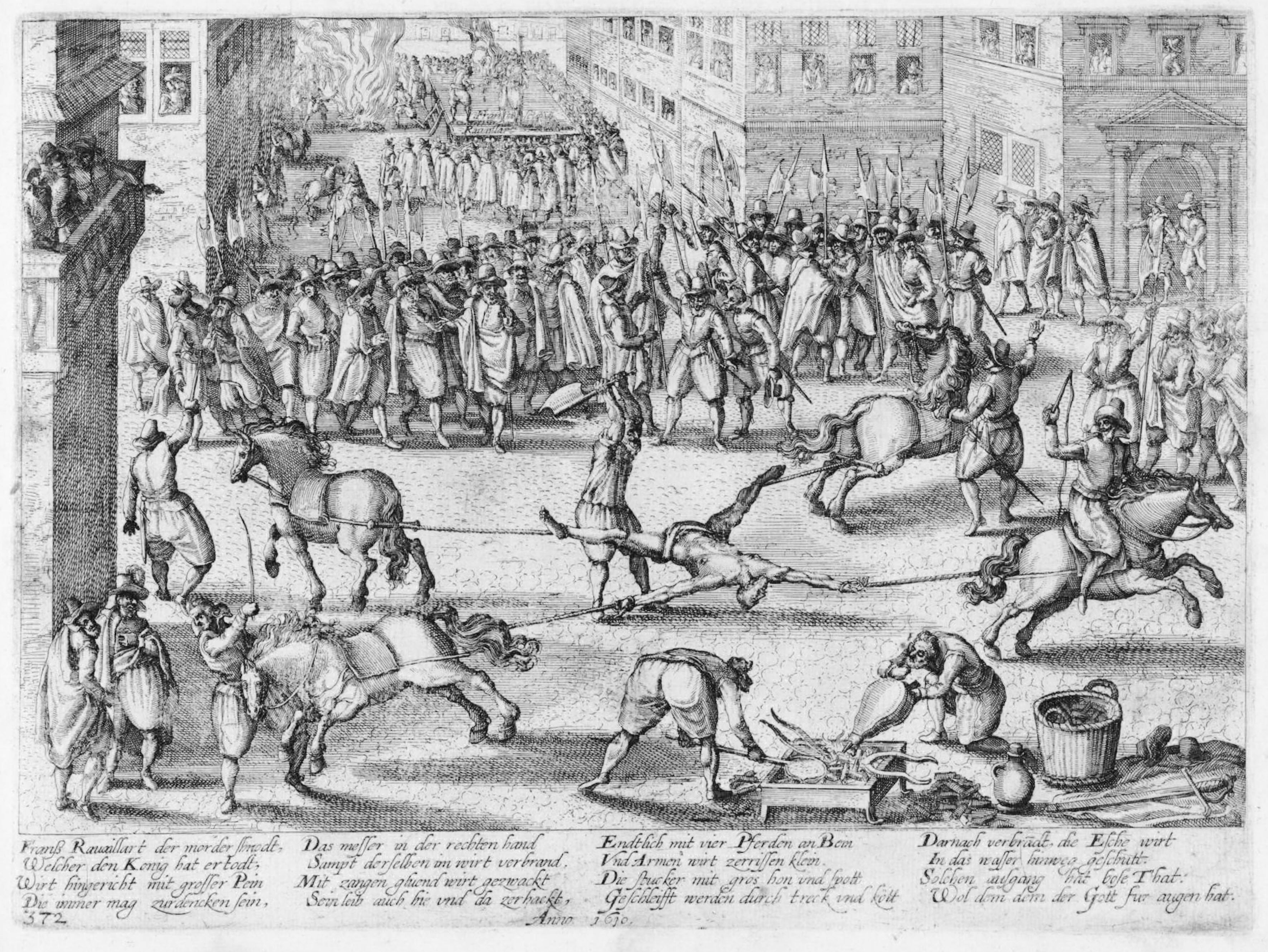
Deutsche Gravur, Hinrichtung von François Ravaillac von 1610
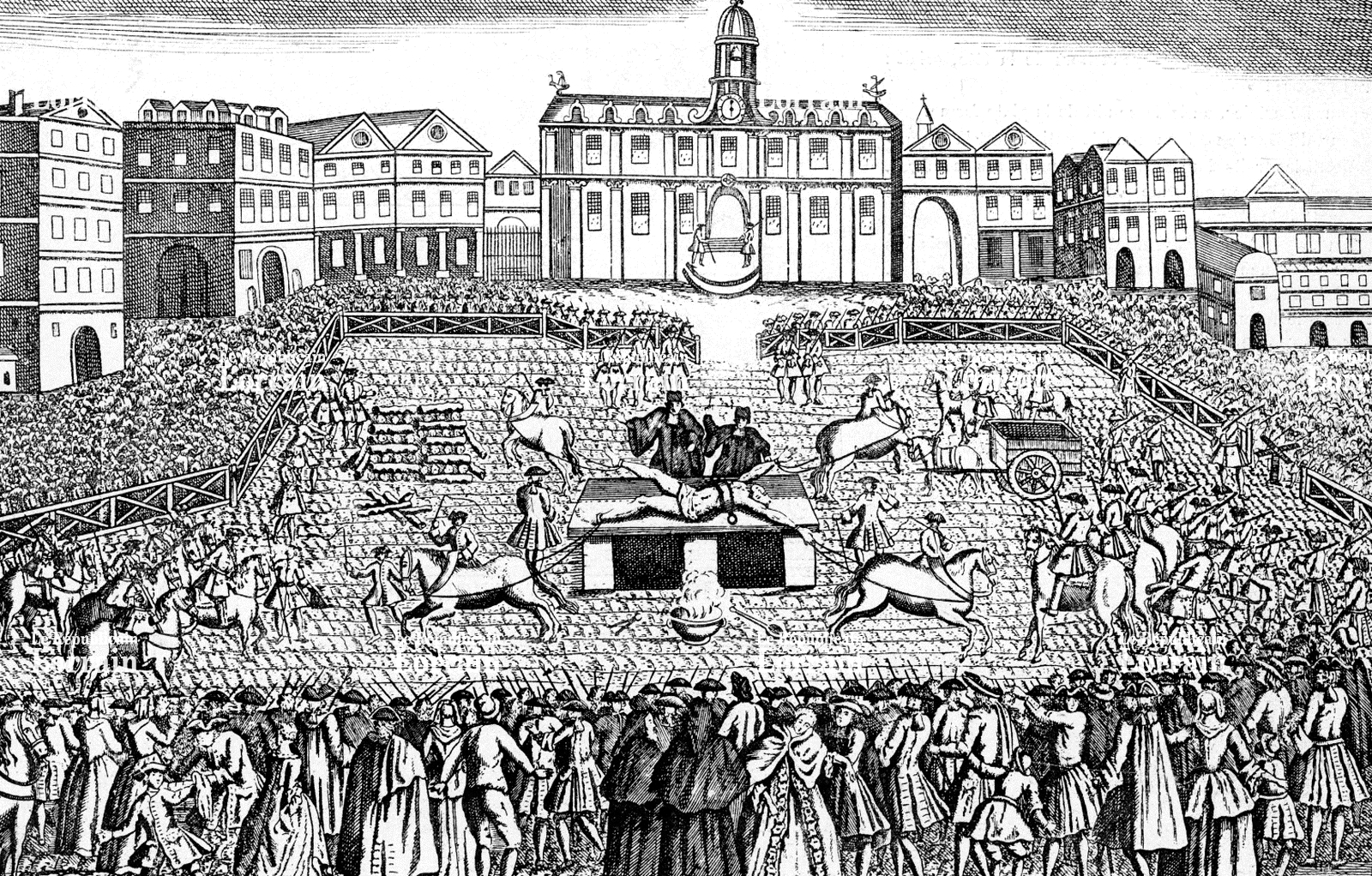
Folterung von Robert-François Damiens wegen Königsmord, 1757